# نیروانا (آیین بودا)

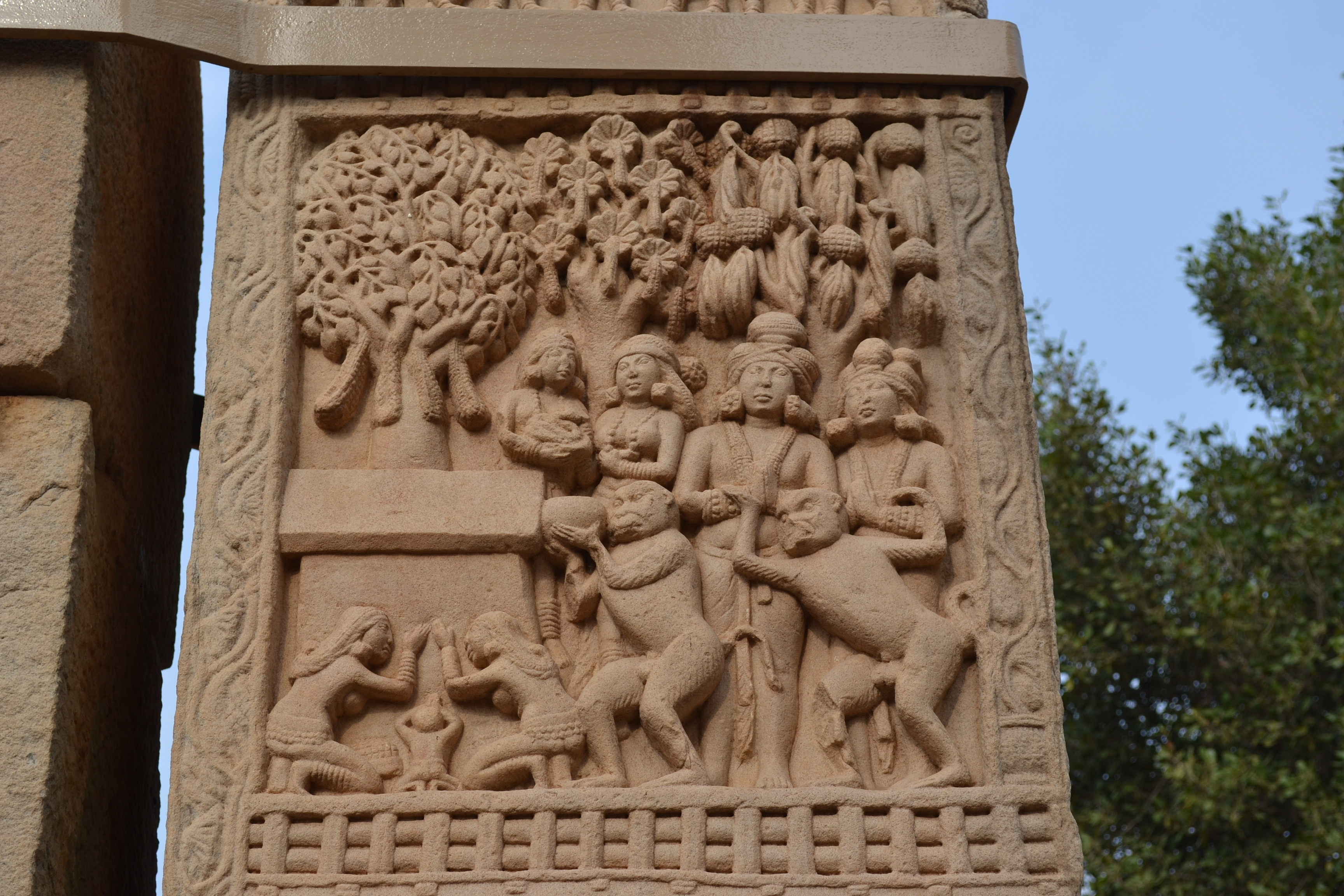
سنگ‌نگاره‌ای از نیروانای پایانی یک بودا در سانچی

نیروانا (سانسکریت: nirvāṇa؛ پالی: nibbana , nibbāna) غایت سلوک بودایی است. نیروانا یعنی رهایی یافتن از چرخه حیات و مرگ (سمساره یا تناسخ)، که رسیدن به آن مستلزم تلاش و کوشش است. نیروانا حقیقت سوم از چهار حقیقت شریف است.
در سنت بودایی نیروانا وقتی حاصل می‌شود که به اصطلاح «سه آتش» یا «سه سَم» درون خاموش شده باشد: حرص و آز، انزجار، و جهل. هنگامی که این آتش‌ها خاموش شدند، آزادی از چرخه تولد دوباره (سمساره) به دست می‌آید.